# Schloss Ascholding

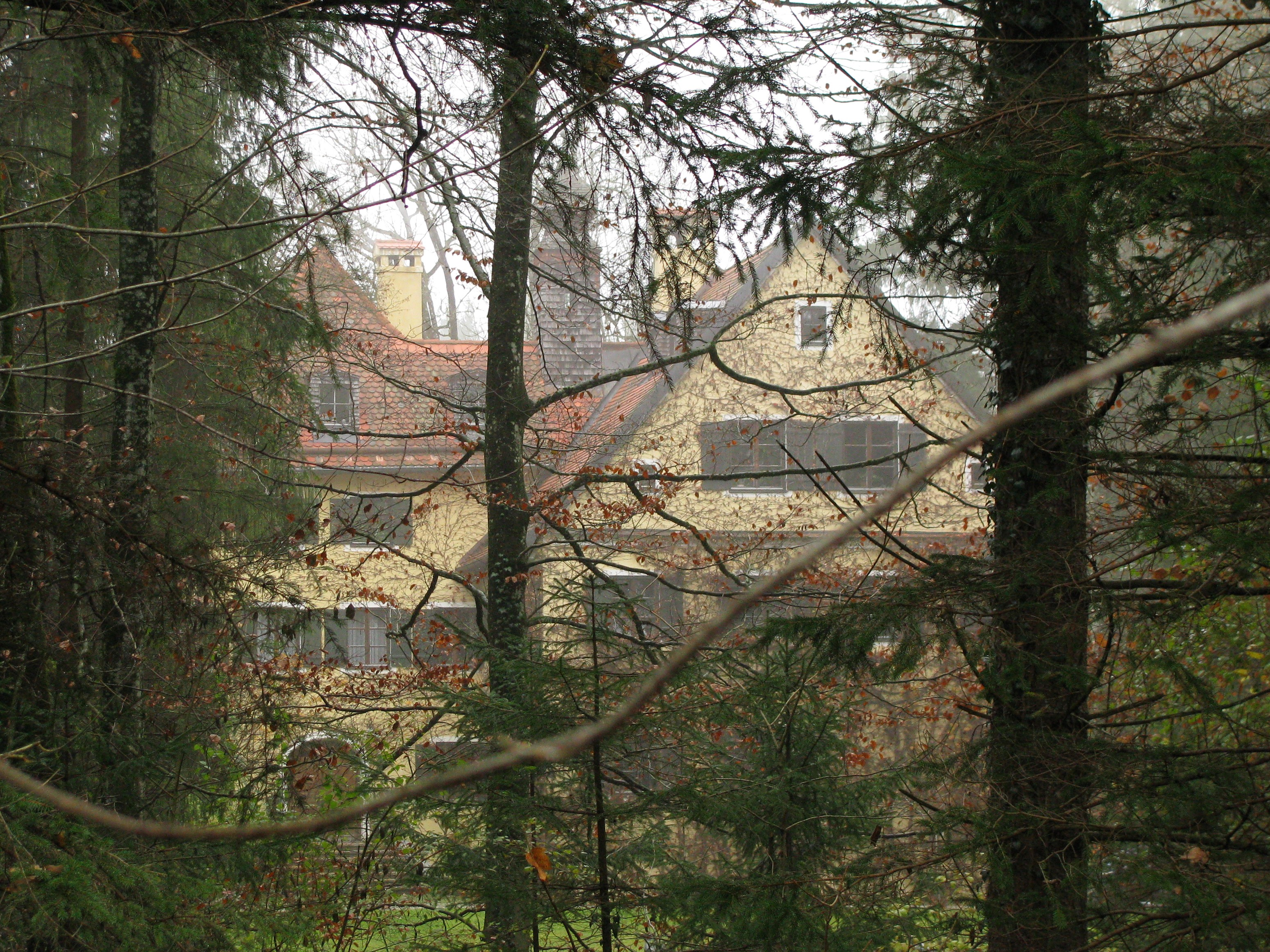
Schloss Ascholding (2012)

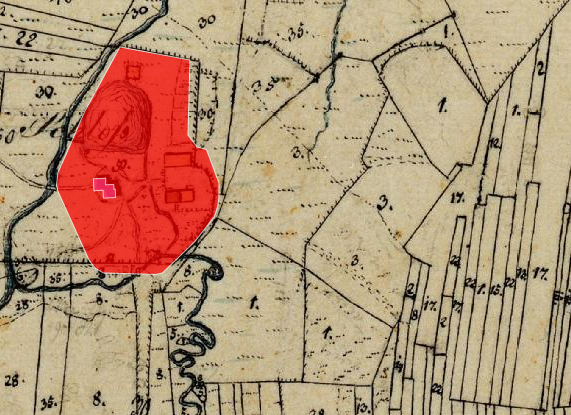
Lageplan von Schloss Ascholding auf dem Urkataster von Bayern

Schloss Ascholding ist ein Schloss in Ascholding in der Gemeinde Dietramszell im Landkreis Bad Tölz-Wolfratshausen. Die Anlage ist unter der Aktennummer D-1-73-118-33 als Baudenkmal verzeichnet. „Untertägige mittelalterliche und frühneuzeitliche Befunde im Bereich von Schloss Ascholding mit zugehörigem Wirtschaftshof“ werden zudem als Bodendenkmal unter der Aktennummer D-1-8134-0051 geführt.

## Geschichte

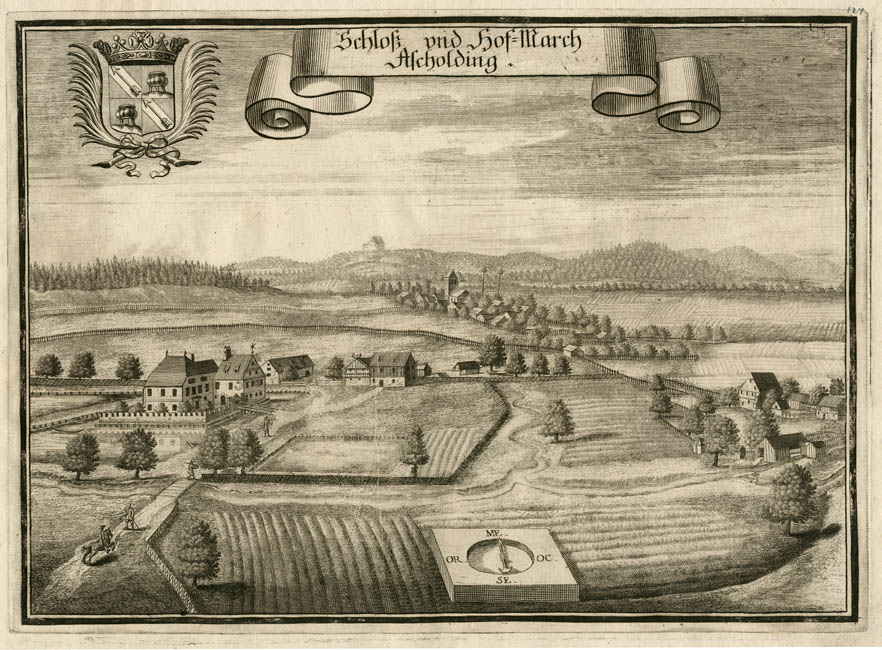
Schloss Ascholdingen nach einem Stich von Michael Wening (1701)

Das Schloss ist im Kern mittelalterlich und wurde erstmals 1170 erwähnt. Es war einst von einem Wassergraben umgeben. Es wurde 1580 durch Andreas Ligsalz umgebaut und 1811 von Freiherr von Maderny nochmals erweitert. Später erwarb der Unternehmer Peter Dussmann das Schloss.

## Beschreibung
Das Schloss ist ein zweigeschossiger winkelförmiger Zweiflügelbau mit Halbwalm-, Steildach, Dachreiter und Kapelle.